# Konstantin Stoilow (Skirennläufer)
Konstantin Stoilow (bulgarisch Константин Стоилов, englisch Konstantin Stoilov; * 17. Februar 2002 in Sofia) ist ein bulgarischer Skirennläufer. Er startet hauptsächlich in den technischen Disziplinen Riesenslalom und Slalom.

## Karriere
Stoilow gab sein internationales Renndebüt am 27. Dezember 2018 bei einem FIS-Slalom in Bansko. Sein erstes internationales Großereignis bestritt er zwei Monate später beim Europäischen Olympischen Winter-Jugendfestival in Sarajevo. Dort erreichte er als beste Platzierung den 32. Rang im Slalom.
Eine deutliche Steigerung gelang ihm im darauffolgenden Jahr im Rahmen der Olympischen Jugend-Winterspiele in Lausanne. In der Alpinen Kombination konnte er sich auf Platz 15 klassieren. Zu Saisonabschluss gewann er mit Bronze im Slalom seine erste Medaille bei bulgarischen Meisterschaften.
2021 nahm Konstantin Stoilow erstmals an einer Weltmeisterschaft teil. Bei den Wettkämpfen in Cortina d’Ampezzo schied er jedoch sowohl im Slalom als auch im Riesenslalom aus. Auch bei seiner zweiten Weltmeisterschaftsteilnahme zwei Jahre später in Courchevel bzw. Méribel erreichte er weder im Riesenslalom noch im Slalom das Ziel.
2024 wurde er zum Ende der Saison erstmals bulgarischer Meister im Riesenslalom.

## Erfolge

### Weltmeisterschaften
- Cortina d’Ampezzo 2021: DNF Riesenslalom, DNF Slalom
- Courchevel/Méribel 2023: DNF Riesenslalom, DNF Slalom

### Juniorenweltmeisterschaften
- Narvik 2020: 50. Abfahrt, DNF Super-G
- Bansko 2021: 17. Slalom, 26. Super-G, DNF Riesenslalom
- Panorama 2022: 32. Slalom, DNF Riesenslalom
- St. Anton 2023: 40. Riesenslalom, DNF Slalom

### Australian New Zealand Cup
- Eine Platzierung unter den besten 30

### Olympische Jugend-Winterspiele
- Lausanne 2020: 15. Alpine Kombination, 16. Riesenslalom, 28. Super-G, DNF Slalom

### Europäisches Olympisches Winter-Jugendfestival
- Sarajevo 2019: 32. Slalom, DNF Riesenslalom

### Weitere Erfolge
- Bulgarischer Meister im Riesenslalom (2024)
- Bulgarischer Vizemeister im Riesenslalom (2022)
- Bulgarischer Vizemeister im Slalom (2024)
- Bronze bei den bulgarischen Meisterschaften im Slalom (2020, 2022)
- Bronze bei den bulgarischen Meisterschaften im Riesenslalom (2023)
- 2 Siege bei FIS-Rennen